# 조합
수학에서 조합(組合, 문화어: 무이, 영어: combination)은 유한 개의 원소에서 주어진 수만큼의 원소들을 고르는 방법이다. 조합의 수는 이항 계수로 주어진다.

## 조합

### 정의

5개 원소의 집합의 3원소 부분집합의 수는 이다.

5개의 원소의 집합의 크기 3의 중복집합의 수는 이다.

집합 {\displaystyle S}와 자연수 {\displaystyle k}가 주어졌을 때, {\displaystyle S}의 (중복 없는) {\displaystyle k}-조합(영어: {\displaystyle k}-combination (without repetition))은 {\displaystyle S}의 {\displaystyle k}개의 원소로 이루어진 부분집합을 일컫는다. 만약
{\displaystyle S=\{s_{1},s_{2},\dots ,s_{n}\}}
가 {\displaystyle n}개 원소의 유한 집합이며, {\displaystyle 0\leq k\leq n}이라면, {\displaystyle S}의 {\displaystyle k}-조합의 수는 이항 계수
{\displaystyle {\binom {n}{k}}={\frac {n(n-1)\cdots (n-k+1)}{k!}}={\frac {n!}{k!(n-k)!}}}
와 같다. 이항 계수 {\displaystyle \textstyle {\binom {n}{k}}}는 다음과 같이 다양하게 적는다.
- {\displaystyle C_{k}^{n}}
- {\displaystyle C_{n}^{k}}
- {\displaystyle _{n}C_{k}}
- {\displaystyle ^{n}C_{k}}
- {\displaystyle C_{n,k}}
- {\displaystyle C(n,k)}

조합의 수의 공식은 조합론의 방법으로 쉽게 유도할 수 있다. {\displaystyle n}개의 원소의 집합에서 {\displaystyle k}개의 원소를 골라 한 줄로 배열하는 방법의 가짓수를 세자. {\displaystyle k}개의 원소를 고르는 방법의 수는 {\displaystyle \textstyle {\binom {n}{k}}}이다. 선택된 {\displaystyle k}개의 원소를 배열할 때, 첫 번째 자리에 둘 수 있는 원소는 {\displaystyle k}개이며, 두 번째 자리는 남은 {\displaystyle k-1}개 가운데 하나를 놓는다. 나머지 자리도 마찬가지다. 따라서, {\displaystyle n}개의 원소를 배열하는 방법은
{\displaystyle {\binom {n}{k}}k!}
가지가 있다. 다른 한편, 첫 번째 자리에 놓을 원소를 {\displaystyle n}개 가운데 고르고, 두 번째 자리에 놓을 원소를 {\displaystyle n-1}개 가운데 고르고, 남은 자리 역시 마찬가지로 반복하여 센 방법의 수는
{\displaystyle n(n-1)\cdots (n-k+1)}
이다. 세는 법이 다를 때 얻는 수가 같아야 하므로 원하는 공식을 얻는다.

### 항등식
이항 계수 항등식
{\displaystyle {\binom {n}{k}}={\binom {n}{n-k}}}
{\displaystyle {\binom {n}{k}}={\binom {n-1}{k}}+{\binom {n-1}{k-1}}}

이항 계수들의 파스칼의 삼각형

역시 조합론에서 직관적으로 해석할 수 있다. 전자는 {\displaystyle k}개의 원소를 고르는 방법과 {\displaystyle n-k}개의 원소를 버리는 방법은 일대일 대응함을 나타낸다. 후자는 {\displaystyle k}개의 원소를 고를 때, 어떤 고정된 원소를 고르는 경우와 이 원소를 버리는 경우를 나누어 센 결과다. 즉, 고정된 원소를 제외한 {\displaystyle n-1}개의 원소에서 {\displaystyle k}개의 원소를 고르는 방법의 수를 세고, 고정된 원소를 고른 뒤 남은 {\displaystyle n-1}개에서 {\displaystyle k-1}개를 고르는 방법의 수를 세어 합하면 모든 방법의 수를 얻는다.

### 생성 함수
이항 계수는 다음과 같이 생성 함수를 사용하여 정의할 수 있다.
{\displaystyle (1+x)^{n}=\sum _{k=0}^{n}{\binom {n}{k}}x^{k}}
조합론의 관점에서, 다항식 {\displaystyle (1+x)^{n}}의 각 항을 얻기 위해서는 {\displaystyle n}개의 이항식 {\displaystyle 1+x}에서 1 또는 {\displaystyle x} 가운데 하나를 선택하여 곱하여야 한다. 따라서, {\displaystyle x}의 차수가 {\displaystyle k}인 항은 총 {\displaystyle \textstyle {\binom {n}{k}}}개가 만들어진다. 즉, {\displaystyle x^{k}}에는 계수 {\displaystyle \textstyle {\binom {n}{k}}}가 붙는다.

## 중복조합

### 정의
집합 {\displaystyle S} 및 자연수 {\displaystyle k}가 주어졌다고 하자. {\displaystyle S}의 {\displaystyle k}-중복조합(영어: {\displaystyle k}-combination with repetitions)은 {\displaystyle S}의 원소들로 구성된, 크기 {\displaystyle k}의 중복집합이다. {\displaystyle n}개 원소의 집합 {\displaystyle S=\{s_{1},s_{2},\dots ,s_{n}\}}의 {\displaystyle k}-중복조합의 수는
{\displaystyle {\binom {n+k-1}{k}}={\binom {n+k-1}{n-1}}=(-1)^{k}{\binom {-n}{k}}}
이다. 중복조합의 수 {\displaystyle \textstyle {\binom {n+k-1}{k}}}의 표기로는 다음이 있다.
- {\displaystyle \left(\!\!\!{\binom {n}{k}}\!\!\!\right)}
- {\displaystyle _{n}H_{k}}

중복조합의 수가 {\displaystyle \textstyle {\binom {n+k-1}{k}}}인 사실의 증명은 다음과 같다. 만약 {\displaystyle \{a_{1},\cdots ,a_{k}\}}가 {\displaystyle \{1,\dots ,n\}}의 원소들로 구성된 크기 {\displaystyle k}의 중복집합이며,
{\displaystyle a_{1}\leq a_{2}\leq \cdots \leq a_{k}}
라면,
{\displaystyle \{a_{1},a_{2}+1,\dots ,a_{k}+k-1\}}
는 {\displaystyle \{1,\dots ,n+k-1\}}의 {\displaystyle k}원소 부분집합이다. 반대로, {\displaystyle \{1,\dots ,n+k-1\}}의 {\displaystyle k}원소 부분집합
{\displaystyle \{b_{1},\dots ,b_{k}\}}
{\displaystyle b_{1}<b_{2}<\cdots <b_{k}}
이 주어졌을 때,
{\displaystyle \{b_{1},b_{2}-1,\dots ,b_{k}-k+1\}}
는 {\displaystyle \{1,\dots ,n\}}의 원소들로 구성된 크기 {\displaystyle k}의 중복집합이다. 이는 {\displaystyle \{1,\dots ,n\}}의 원소들로 구성된 크기 {\displaystyle k}의 중복집합들과 {\displaystyle \{1,\dots ,n+k-1\}}의 크기 {\displaystyle k}의 부분집합들 사이의 일대일 대응을 정의한다. 따라서 이들의 수는 같다. 후자의 수가 {\displaystyle \textstyle {\binom {n+k-1}{k}}}이므로 원하는 결론을 얻는다.
이와 다른 기하학적 증명이 존재한다. {\displaystyle \textstyle {\binom {n+k-1}{k}}}는 {\displaystyle n-1}개의 막대와 {\displaystyle k}개의 공으로 만들 수 있는 (길이 {\displaystyle n+k-1}의) 문자열의 수와 같다. 이제, 이와 같은 문자열을 다음과 같이 해석하여, {\displaystyle \{1,\dots ,n\}}의 크기 {\displaystyle k}의 중복집합으로 간주하자. {\displaystyle n-1}개의 막대는 두 막대 사이의 공간과 양쪽 끝의 공간을 포함하여 총 {\displaystyle n}개의 공간을 만든다. 각 공간에 1부터 {\displaystyle n}까지 번호를 매긴다. {\displaystyle i}번째 공간에 놓인 공의 수만큼 원소 {\displaystyle i}를 중복하여 취한다. 총 {\displaystyle k}개의 공이 있으므로 크기 {\displaystyle k}의 중복집합이 만들어진다. 예를 들어, {\displaystyle n=3}, {\displaystyle k=5}인 경우, 문자열
{\displaystyle |{\bigcirc }{\bigcirc }{\bigcirc }|{\bigcirc }{\bigcirc }}
은 중복집합 {\displaystyle \{2,2,3,3,3\}}을 나타내며, 문자열
{\displaystyle {\bigcirc }|{\bigcirc }{\bigcirc }{\bigcirc }|{\bigcirc }}
은 중복집합 {\displaystyle \{1,2,2,2,3\}}을 나타낸다. 이는 {\displaystyle \{1,\dots ,n\}}으로 구성된 크기 {\displaystyle k}의 중복집합들과 {\displaystyle n-1}개와 {\displaystyle k}개의 두 알파벳으로 구성된 문자열 사이에 일대일 대응을 이루며, 따라서 중복조합의 수는 문자열의 수 {\displaystyle \textstyle {\binom {n+k-1}{k}}}와 같다.

### 생성 함수
중복조합의 수의 생성 함수는 다음과 같다.
{\displaystyle (1-x)^{-n}=\sum _{k=0}^{\infty }{\binom {-n}{k}}(-x)^{k}=\sum _{k=0}^{\infty }{\binom {n+k-1}{k}}x^{k}}
좌변의 {\displaystyle (1-x)^{-1}}을 멱급수로 전개하면 {\displaystyle 1+x+x^{2}+\cdots }이다. {\displaystyle n}개의 멱급수에서 항 {\displaystyle x^{m_{i}}} ({\displaystyle i=1,\dots ,n})을 선택하는 방법은 각 {\displaystyle i}의 중복도가 {\displaystyle m_{i}}인 중복집합을 선택하는 방법과 일대일 대응한다. {\displaystyle n}개의 항의 곱이 {\displaystyle x^{k}}인 경우는 중복도의 합이
{\displaystyle m_{1}+\cdots +m_{n}=k}
인 경우이다. 즉, 크기 {\displaystyle k}의 중복집합에 대응한다. 따라서 결국 {\displaystyle x^{k}}의 계수는 {\displaystyle \textstyle {\binom {n+k-1}{k}}}이다.

## 참고 문헌
- Stanley, Richard P. (2012). 《Enumerative Combinatorics. Volume 1》. Cambridge Studies in Advanced Mathematics (영어) 49 2판. Cambridge: Cambridge University Press. ISBN 978-1-107-60262-5. MR 2868112. Zbl 1247.05003.

## 같이 보기
- 순열
- 뤼카의 정리